# Cerro la Glorieta
El Cerro La Glorieta (10°28′01″N 67°43′05″O / 10.466861, -67.717939) es una formación de montaña que forma parte de la falda norte del Parque nacional Henri Pittier al este de Ocumare de la Costa, Venezuela. La Glorieta hace continuidad de norte a sur con el Cerro Colorado, Cerro Campo Traviesa y el Cerro Jaibita en su proyección Este con el Mar Caribe por medio de los acantilados de Punta Galindo. Su porción oeste es habitada por la comunidad de Cata y por el este Cuyagua, en el municipio Ocumare de la Costa de Oro. 

## Ubicación
El Cerro La Glorieta es parte del límite sureste de la Parroquia Ocumare de la Costa entre la comunidad de Cuyagua y Cata. Colinda hacia el Este con la Fila montañosa de los cerros Chimborazo y Peñón Blanco que la separa de la carretera Maracay-Choroní. Hacia el Sur continúa hasta el Cerro Campo Traviesa el cual se divide en dos filas, una que termina en la bahía de Cata y la otra en el cerro Jaibita y punta Galindo. Es en ese punto divisorio del Cerro Traviesa que recorre la carretera Cata-Cuyagua.

## Topografía
Las características topográficas son clásicas de los picos y montañas de la falda norte del Parque Henri Pittier con una elevación larga y estrecha y los lados empinados, con una cresta más o menos continua. La vegetación está caracterizada por la mezcla de bosques caducos montañosos y nublados que acaban en el ecotono tropófilo, el cual sustituye los antiguos bosques caducos destruidos por el hombre, principalmente por la quema de los cerros. La ocurrencia de incendio es casi nula o con una frecuencia mayor de dos años. No obstante deben estar sujetas a medidas de control y vigilancia, ya que de esta zonas depende la sustentabilidad de la hidrología, la fauna y el bosque de la falda norte del parque nacional Henri Pittier.

## Susceptibilidad
El Cerro La Glorieta está muy próximo al contacto humano por su gran adyacencia a las playas de Cata y Cuyagua. Ello hace que se clasifique a unas 220 hectáreas de esta región como extrema susceptibilidad y otras 400 hectáreas hacia el sur como susceptibilidad moderada, donde la frecuencia de incendio es de una vez por año. Estas son áreas de máxima prioridad que requieren la mayor vigilancia y prevención, ya que el no control ocasionaría la intervención de las zonas vitales de la hidrología, fauna y bosque del parque nacional Henri Pittier. En su continuación sur por el parque Henri Pittier hacia el cerro Traviesa constituye un sector montañoso entre 3500 y 4000 hectáreas que se clasifican dentro de una ocurrencia de incendio que es casi nula o con una frecuencia superior a los dos años entre incendios.